# 藍本松
藍本 松（あいもと しょう、1987年12月22日 - ）は、日本の漫画家。

## 経歴
『花咲か姫』で第33回（2005年12月期）ジャンプ十二傑新人漫画賞（審査員：大場つぐみ）を受賞。同作が『赤マルジャンプ』（集英社）2006 SUMMERに掲載されてデビューを果たす。
『ジャンプ the REVOLUTION!』（集英社）2006に『MUDDY』を掲載。『週刊少年ジャンプ』（集英社）2007年36・37合併号に、第3回金未来杯参加作品として『MUDDY』を掲載。『週刊少年ジャンプ』2008年3号から16号まで『MUDDY』を初連載。
『週刊少年ジャンプ』2009年41号から2011年29号まで『保健室の死神』を連載。
『ジャンプSQ』2017年1月号から『怪物事変』を連載中。

## 人物
- 『女の友情と筋肉』の作者・KANAとは幼馴染[2][3]。
- 好きな漫画は『ドラゴンボール』『ジョジョの奇妙な冒険』『レベルE』[4]。以前は同人活動を行っていた。ゲーム好きで、特に『女神転生シリーズ』のファンである。
- 2023年12月4日、結婚を報告[5]。

## 作品
- 漫画
  - 太字は連載作品
  - 〈掲載誌〉赤マル：『赤マルジャンプ』 / REVO：『ジャンプ the REVOLUTION!』 /WJ：『週刊少年ジャンプ』 / NEXT!：『少年ジャンプNEXT!』 / SQ.C：『ジャンプSQ.CROWN』 / SQ：『ジャンプSQ』 / UJ：『ウルトラジャンプ』 （いずれも集英社）
  - WJ 2007年37・38号掲載の『MUDDY（読切版）』はREVO 2006掲載版の再掲載ではなく読切第二弾にあたる別作品

| タイトル                                      | 種類 | 掲載誌                     | 備考                                                                                                |
| --------------------------------------------- | ---- | -------------------------- | --------------------------------------------------------------------------------------------------- |
| 花咲か姫                                      | 読切 | 赤マル 2006 SUMMER         | デビュー作。ファンタジーを含んだホラー漫画。31頁 十二傑新人漫画賞受賞 『青 -藍本松短編集-』下巻収録 |
| MUDDY                                         | 読切 | REVO 2006                  | |
| MUDDY                                         | 読切 | WJ 2007年37・38号          | 第3回金未来杯エントリー作                                                                           |
| MUDDY                                         | 連載 | WJ 2008年3号 - 16号        | 初連載                                                                                              |
| 宇宙外交販売員シャルメロ                      | 読切 | 赤マル2008 SUMMER          | 外交販売員の宇宙人を主人公にしたSF漫画 『青 -藍本松短編集-』上巻収録                                |
| 保健室の死神                                  | 読切 | 赤マル2009 SPRING          | 『青 -藍本松短編集-』上巻収録                                                                       |
| 保健室の死神                                  | 連載 | WJ 2009年41号 - 2011年29号 | NEXT! 2011 SUMMERに完結編掲載                                                                       |
| レンゴク                                      | 読切 | WJ 2012年3・4号            | ヤンキーやTSFを取り込んだシュールコメディ漫画 『青 -藍本松短編集-』上巻収録                         |
| W.C.フレンズ                                  | 読切 | WJ 2013年20号              | スクールカーストを題材にした学園コメディ漫画 『青 -藍本松短編集-』上巻収録                          |
| ウルトラマリン                                | 読切 | NEXT! 2013 SUMMER          | 「海洋スペクタクルロマン」を謳ったファンタジー漫画 『青 -藍本松短編集-』下巻収録                    |
| 悪魔の顔                                      | 読切 | SQ.C 2015 AUTUMN           | 『青 -藍本松短編集-』下巻収録                                                                       |
| ○○○してください。                             | 読切 | Cocohana 2016年7月号       | 少女漫画誌に初となる掲載 『青 -藍本松短編集-』下巻収録                                              |
| 怪物事変                                      | 連載 | SQ. 2017年1月号 - 連載中   | |
| フジコの奇妙な処世術 -ホワイトスネイクの誤算- | 読切 | UJ 2022年1月号             | 原案：荒木飛呂彦 『ジョジョの奇妙な冒険』第6部を題材とする                                          |

- 挿絵
  - 月読幽の死の脱出ゲーム（みらい文庫） 作：近江屋一朗